# Катја Лељ
Катја Лељ (рус. Катя Лель), полно име Јекатерина Николајевна Лељ (Екатерина Николаевна Лель), при рођењу Чупринина (Чупринина); Наљчик, 20. септембар 1974) руска је певачица. Заслужена уметница Руске Федерације (2025).

## Дискографија
- (1998)
- (1999)
- (2000)
- (2002)
- (2004)
- (2005)
- (2008)
- (2013)
- (2019)
- (2020)